# فيليكس ساندستروم
فيليكس ساندستروم (بالسويدية: Felix Sandström)‏ هو لاعب هوكي الجليد سويدي، ولد في 12 يناير 1997 في يفله في السويد.

## وصلات خارجية
- فيليكس ساندستروم على موقع دوري الهوكي الوطني (الإنجليزية)
- فيليكس ساندستروم على موقع EliteProspects.com (الإنجليزية)
- فيليكس ساندستروم على موقع Eurohockey.com (الإنجليزية)
- فيليكس ساندستروم على موقع HockeyDB.com (الإنجليزية)
- فيليكس ساندستروم على موقع Hockey-Reference.com (الإنجليزية)